# Carlo Antonio Carlone

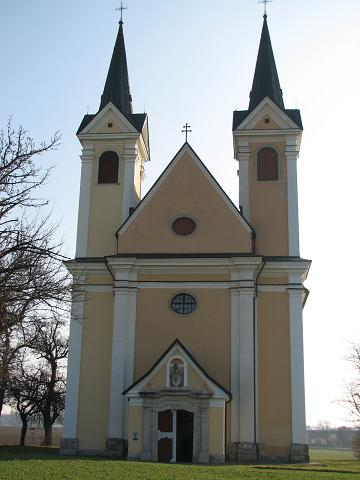
Église de la Sainte-Croix de Kremsmünster

Carlo Antonio Carlone, né vers 1635 dans le village de Scaria, dépendant de Lanzo d'Intelvi près de Côme, et mort le 3 mai 1708 à l'abbaye Saint-Nicolas de Passau, est un maître d'œuvre lombard célèbre pour avoir reconstruit en style baroque un certain nombre d'abbayes de Haute-Autriche, où il passa sa vie.

## Œuvre
- Abbaye de Schlierbach (1680-1683)
- Église mariale de Frauenberg dépendant de l'abbaye d'Admont (1683) : collaboration
- Abbaye de Garsten (de) (1680-1708)
- Abbaye de Kremsmünster (à partir de 1680) : reconstruction de l'église et de la bibliothèque
- Abbaye de Saint-Florian (1686-1708)
- Église de pèlerinage de la Sainte-Croix dépendant de l'abbaye de Kremsmünster (1687-1690)
- Église Saint-Égide de Vöcklabruck (1688)
- Église Sainte-Catherine de Freistadt (1690) : intérieur de l'église et de la sacristie
- Abbaye de Reichersberg (de) (1691-1695) : réfectoire d'été
- Église de Maria Roggendorf (après 1695)
- Église aujourd'hui disparue de l'abbaye de Baumgartenberg (vers 1697)
- Église Saint-Jacques-le-Majeur de Rohrbach (de) (1697-1700)
- Église de pèlerinage de Christkindl (1702-1708)
- Réfectoire d'été de l'abbaye de Lambach (1706-1708)

## Galerie

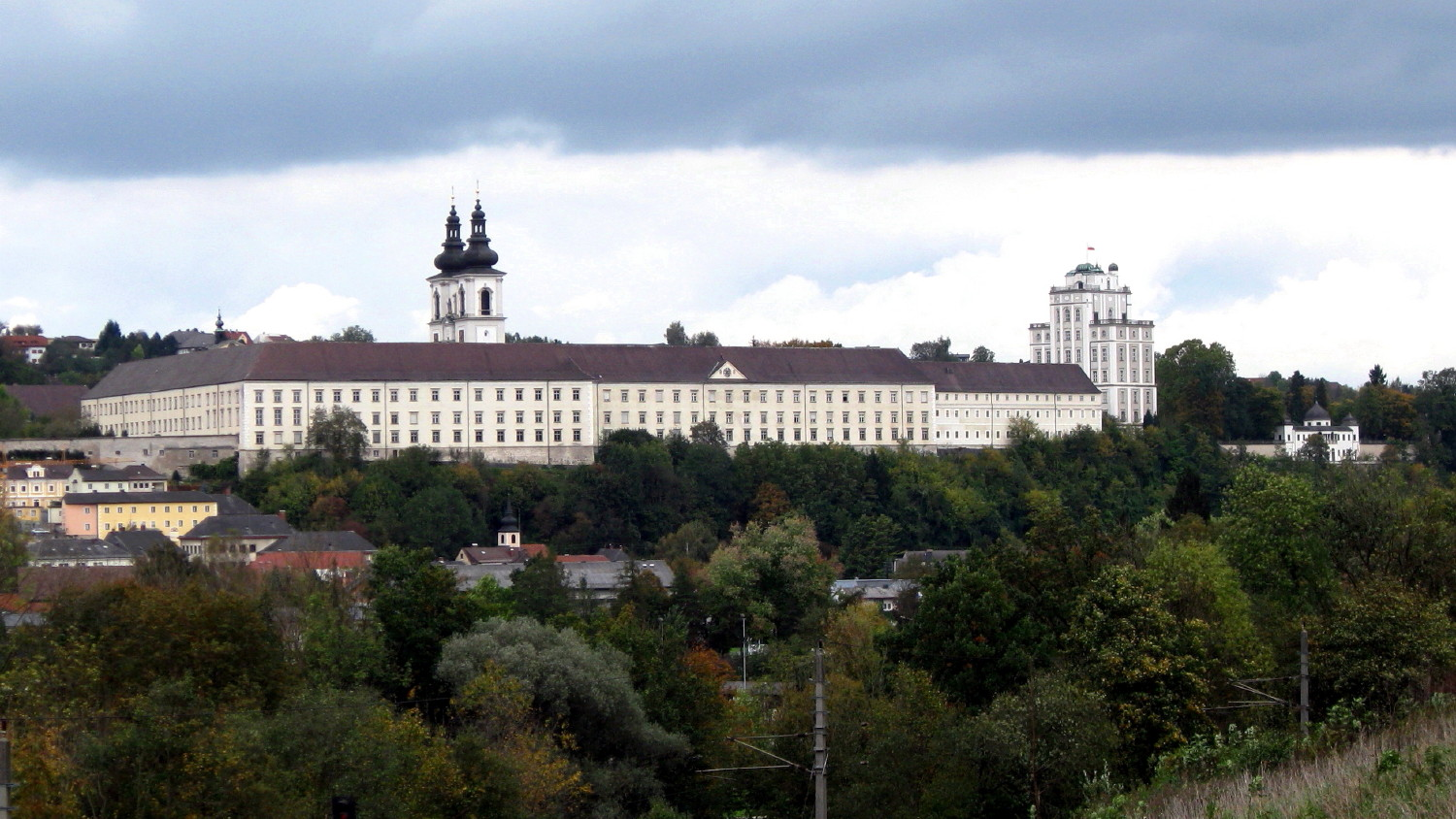
Abbaye de Kremsmünster
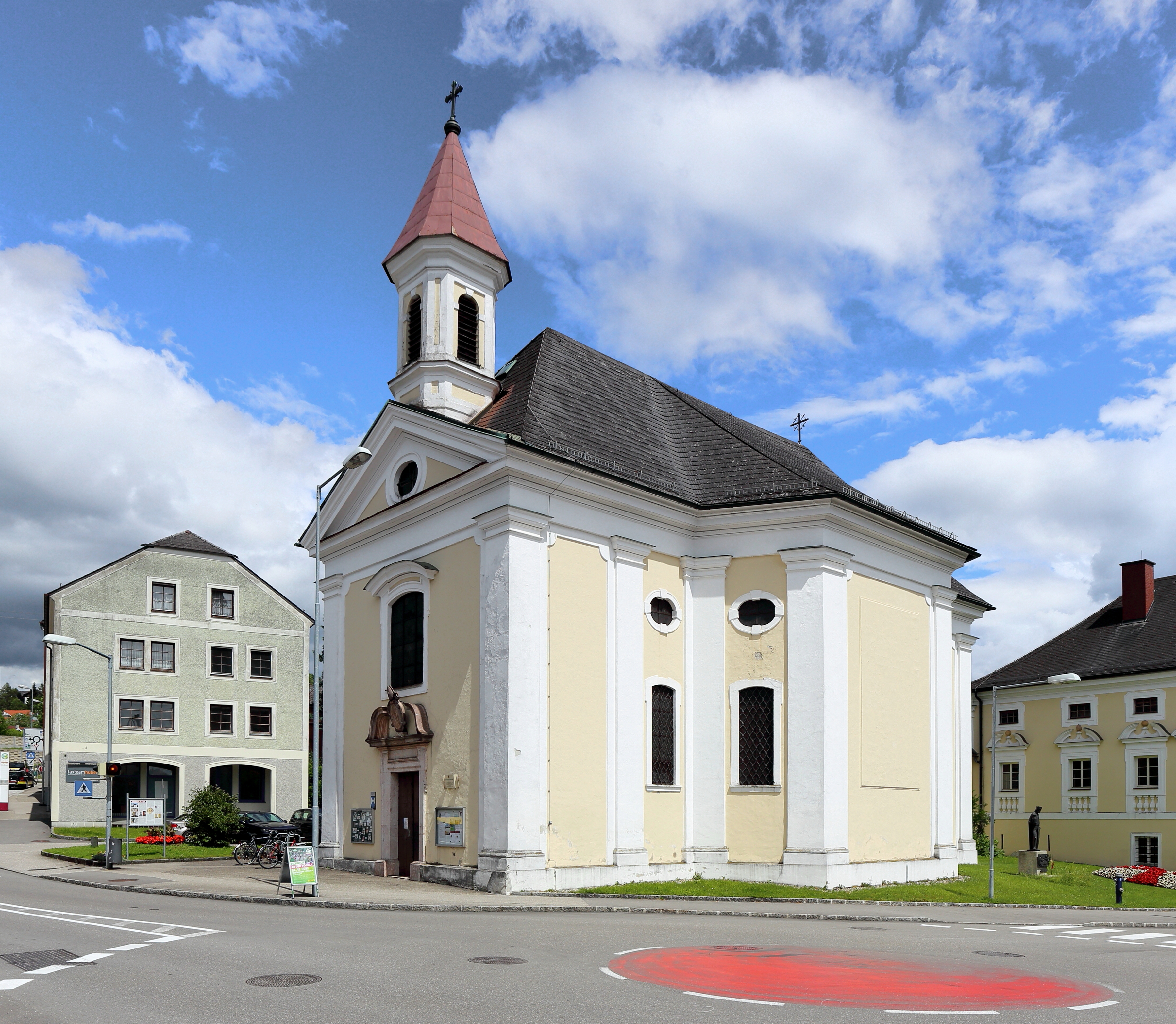
Église Saint-Égide de Vöcklabruck
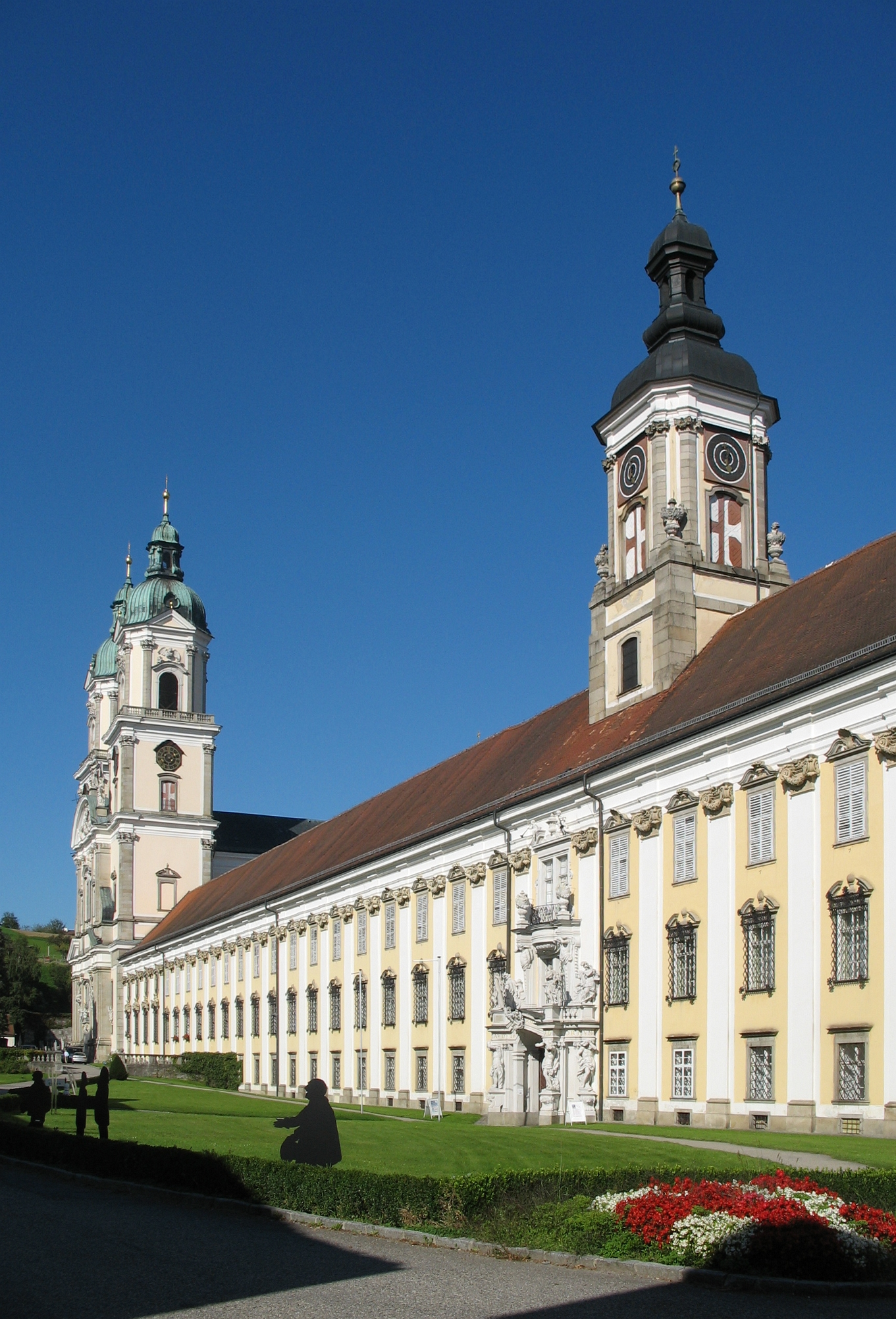
Façade et église de l'abbaye de Saint-Florian